# Humberto Bernasconi
Humberto Bernasconi Galvar (17 de dezembro de 1912) é um ex-basquetebolista uruguaio que integrou a seleção uruguaia que competiu nos VI Jogos Olímpicos de Verão realizados em Berlim em 1936.